# Strange Fruit (Kurzfilm)
Strange Fruit ist ein US-amerikanisches Kurzfilmdrama von Seth Pinsker aus dem Jahr 1978.

## Handlung
Eine Kleinstadt in Georgia im Jahr 1948: Der Schwarze Henry arbeitet als Maler im Gerichtsgebäude der Stadt. Hier erscheint Reverend Daniels mit Henrys Bekanntem Lucas. Dieser will sich als Wähler registrieren lassen und hat dafür seit einiger Zeit mit Henry zusammen an Übungsstunden des Reverend teilgenommen. Henry, der die Stunden seit längerer Zeit hat ausfallen lassen, wird Zeuge, wie beide Männer zunächst vertröstet werden, sei der für die Registrierung zuständige Hughes doch beschäftigt. Hughes stellt Lucas später einige Fragen zum politischen System der Vereinigten Staaten und greift zu einer unerlaubten Frage, als Lucas alle Antworten weiß. Erst als der Reverend droht, Hughes für die Frage anzuzeigen, gibt Hughes nach und registriert Lucas als Wähler. Henry trifft auf seinem Heimweg auf den Reverend, der ihn davon überzeugen will, wieder am Unterricht teilzunehmen. Henry lehnt ab, ist seine Mutter doch dagegen, dass er sich registrieren lässt.
Einige Zeit später findet Henry den toten Reverend im Fluss. Im Ort wird ihm eine Mitschuld am Tod gegeben, habe er den Reverend doch im Stich gelassen. Henry beginnt nun, erneut für die Registrierung als Wähler zu lernen und erscheint bald darauf bei Hughes, um sich registrieren zu lassen. Hughes lässt ihn den ganzen Tag umsonst warten. Henrys Mutter Maisy findet unterdessen Henrys Lernmaterialien und verbrennt sie, doch gibt Henry nicht auf. Als er erneut im Gerichtsgebäude von Omar erscheint, wird er von mehreren Männern zusammengeschlagen. Kurz darauf erscheint ein Sheriff und nimmt Henry wegen Unruhestiftung fest. Vor Maisy macht Henry klar, dass er nicht klein beigeben wird. In der Nacht erscheint Sheriff Maxwell bei der Familie, um Henry zu weit entfernt wohnenden Bekannten zu bringen und so zu retten. Henry wurde für vogelfrei erklärt. Henry nimmt das Angebot erst an, als er erkennt, dass sein Dableiben Maisy und seinen Bruder gefährden würde. Der Wagen des Sheriffs wird jedoch verfolgt und zum Halten gezwungen. Eine Männergruppe schlägt Henry zusammen und entführt ihn. Am nächsten Tag findet Maisy ihn stranguliert unweit ihres Hauses. Beim Trauergottesdienst stören zwei Weiße den Gesang der Gemeinde, doch steht Henrys kleiner Bruder auf und erklärt, dass niemand mehr Angst vor ihnen habe. Zurück in ihrem Haus holt Masy die Verfassung hervor, die Henry immer wieder studiert hat. Sie lässt sich von ihrem Sohn vorlesen, dass ein jeder, unabhängig von Rasse und Hautfarbe, das Recht zu wählen habe. Maisy fordert ihren Sohn auf, weiter vorzulesen.

## Produktion
Strange Fruit beruht lose auf dem gleichnamigen Roman von Lillian Smith (1897–1966). Die Filmbauten stammen von Nelson Willis. Der Film lief unter anderem im Oktober 1979 im Rahmen des Chicago International Film Festivals.

## Auszeichnungen
Auf dem Chicago International Film Festival gewann Seth Pinsker für Strange Fruit die Golden Plaque in der Kategorie Bester Kurzfilm (Drama). Der Film wurde 1979 für einen Oscar in der Kategorie Bester Kurzfilm nominiert.